# Тьорох Ілля Іванович
Цьо́рох (Тьо́рох), Ілля́ Іва́нович (30 червня 1880, Колбаєвичі, Галичина, Австро-Угорщина — 26 березня 1942, Нью-Йорк, США) — український композитор, хормейстер та поет.

## Життєпис
Народився у селі Колбаєвичі, нині Самбірського району Львівської області. Більшу частину життя прожив у США. Дотримувався москвофільських поглядів.
Освіту, в тому числі початкову музичну, здобув у Ставропігійній бурсі Львова. Паралельно закінчив львівську консерваторію. По закінченні навчання керував хором у Ставропігійній бурсі, де він написав низку музичних творів. Співпрацював з москвофільською шовіністичною газетою «Прикарпатська Русь».
Перед початком Першої світової війни виїхав до Швейцарії. Його батько Іван Цьорох загинув у Талергофі в той період, коли австро-угорська влада розпочала репресивні заходи щодо москвофілів. У 1915 році коли російська армія окупувала Галичину Ілля Цьорох з дружиною повернулися, але того ж року змушені були тікати знову — Галичина знову перейшла під владу Австро-Угорщини. Іллю Цьороха разом із Семеном Бендасюком у 1918 році направили у США як представників москвофілів Галичини, з метою зв'язатися з тамтешньою галицько-російською громадою. Та після тривалої подорожі (Ростов-на-Дону — Владивосток — Сан-Франциско — Нью-Йорк) вони вже не вернулися, оскільки Україну захопили російські більшовики, а Галичина опинилася під владою Польщі.
З початку 1920-х років Тьорох мешкав і працював у Нью-Йорку, США. У 1929 році він відвідав Батьківщину, але незабаром виїхав назад.
Працював композитором та хормейстером . Пізніше виступив як поет, написавши епічну поему «Сварог» (не закінчена, друкувалася окремими розділами). Під час проживання у США свої твори підписував як Elias I. Tziorogh.